# Alice Landolt
Alice Landolt (geboren 6. April 1883 in Zofingen, Kanton Aargau; gestorben 12. Juni 1970 ebenda) war eine Schweizer Pianistin des 20. Jahrhunderts von internationalem Rang.

## Beruf und Lebensweg
Alice Landolt stammte aus einer Industriellenfamilie und war das jüngste von vier Kindern. Ihre Mutter Alice Albertine Landolt und ihr Vater Alexis Landolt, ein Chemiker, waren Cousine und Cousin.
Bereits in jungen Jahren zeigte Alice Landolt musische Talente und erhielt Privatstunden. Ursprünglich wollte sie Malerin werden, aber die Leidenschaft für die Musik war grösser. Sie suchte eine Ausbildung als Pianistin, diese war ihr aber in der Schweiz schwer möglich. Deshalb besuchte sie ab 1898 das bis dahin einzige Konservatorium der Schweiz in Genf, wo sie vom deutschen Komponisten und Pianisten Karl Heinrich Richter in dessen Klasse aufgenommen wurde. Unterrichtet wurde sie in den Fächern Klavier, Harmonielehre und Musikgeschichte, zusätzlich in Gesang. Richter bescheinigte in Briefen an Vater Alexis, dass Alice ehrgeizig sei und grosses Talent habe und sich durch „grössten Fleiss und ein intelligentes Studium“ hervortue. Sie sei in der Lage, Bach, Hummel und Brahms mit Verständnis und Geschmack vorzutragen und ihr Studium der Harmonie befähige sie „zur musikalischen Analyse und zur Notierung eigener Erfindungen in kleinen Formen“.
Gerade 17-jährig, entschloss sie sich, das Konservatorium in Genf zu verlassen, um sich in Basel bis 1905 bei Hans Huber in Klavier und bei Edgar Munzinger in Theorie und Komposition unterrichten zu lassen. Ihr Wunsch, in Berlin beim Pianisten Ferruccio Busoni weiter zu studieren, platzte vorerst.
Sie begab sich trotzdem nach Berlin und bewarb sich bei der venezolanischen Pianistin Teresa Carreño, bekannt als „Walküre des Pianos“, von der sie fortan in Berlin und während der Sommermonate in Friedrichroda (Thüringen) unterrichtet wurde. Die Kosten der Ausbildung zahlte ihr Vater, der viel Verständnis für seine Tochter hatte. Alice Landolt fühlte sich in Berlin wohl und studierte mit grosser Disziplin. 1906 bekam sie die Gelegenheit, Teresa Carreño auf einer Konzertreise durch England zu begleiten.
Ihren Plan, Studentin von Ferruccio Busconi zu werden, hatte sie nicht aufgegeben. Nach einem erfolgreichen Vorspiel im August 1906 wurde sie sofort genommen und gefördert. Er ermöglichte ihr beispielsweise Unterricht bei seinem Meisterschüler und Freund Egon Petri am Royal Manchester Collage of Music und über seinen Agenten erste öffentliche Auftritte.
Der weitere Berufsweg als Pianistin, zudem als Frau in der klassischen Musik, gestaltete sich beschwerlich, wie sie ihren Eltern desillusioniert schrieb. Nach Konzerten in Halle und Chemnitz im Jahr 1908, konnte sie 1909 mit Unterstützung des Musikers Fritz Niggli erstmals in Aarau auftreten. Schlecht oder gar nicht honoriert, spielte sie Konzerte hauptsächlich in Deutschland in Halle, Danzig, Kiel, Schwerin und weiteren Orten. Ihren Lebensunterhalt musste sie allerdings bei den Eltern erbitten. Eine Förderung gelang ihr, indem sie mit dem Berliner Klavierbauer Carl Bechstein vertraglich vereinbarte, dass ihr bei ihren Konzerten jeweils ein Bechstein-Flügel kostenlos zur Verfügung gestellt wurde. Sie stellte damit ihre Courage unter Beweis.
1911 bezogs Alice Landolt in Berlin ihre erste eigene Wohnung. Ihre berufliche Entwicklung nahm aufgrund neuer Kontakte eine gute Entwicklung. Auf Vermittlung eines Anhängers ihres musikalischen Talents unternahm sie 1911 Konzertreisen nach Norwegen und Schweden. Der aus Aarau stammender Bariton Alfred Hassler, der an der Komischen Oper sang, vermittelte weitere Kontakte, die ihr Konzerte in Kopenhagen und Köln sowie eigene Einnahmen ermöglichten.
1913 heiratete Alice Landolt den Sänger Alfred Hassler gegen den Willen der Eltern. Als Künstlerpaar waren die Eheleute gut vernetzt und gern gesehene Gäste. Als der Erste Weltkrieg ausbrach, konnten beide anfangs noch auftreten, später hielt sich Alice Landolt mit Klavierunterricht über Wasser. Alfred Hassler kämpfte inzwischen mit gesundheitlichen Problemen und verstarb am 21. Februar 1916.
Als junge Witwe konzentrierte sich Alice Landolt mit aller Kraft auf ihre musikalische Karriere und finanzielle Selbstständigkeit. Sie hatte Auftritte im Marmorsaal des Berliner Zoologischen Gartens, spielte in Stettin und im Lazarett im Fürstenhof. Ihr künstlerischer Durchbruch gelang ihr 1917 bei einem Konzert mit den Berliner Philharmonikern unter Leitung von Max Fiedler. Es folgten diverse Angebote renommierter Dirigenten und Agenturen. Und dennoch musste sie erneut finanziell die Hilfe ihrer Eltern in Anspruch nehmen.
Nach Ende des Krieges und mit Beginn der Goldenen 20er-Jahre war Alice Landolt als klassische Pianistin endlich anerkannt. Sie spielte Konzerte in ganz Europa (London, Paris, Wien, Rom, Mailand, Turin u. a.), spielte vor dem Englischen König. Eines ihrer Rubinstein-Konzerte mit dem Sinfonieorchester Frankfurt wurde sogar im Radio übertragen. Während Alice Landolts künstlerische Leistungen in der Welt hoch gelobt wurden, fiel in ihrer Schweizer Heimat, wo sie 1923 Konzerte in Aarau und Zofingen gab, die Kritik mässig aus.
Mit den politischen Veränderungen ab 1933 in Deutschland veränderte sich auch die Kulturpolitik. Alice Landolt nutzte einen Heimatbesuch in Zofingen 1935 und kehrte nicht mehr nach Berlin zurück. Dies war auch das Ende ihrer künstlerischen Karriere, da Landolt in der Schweiz weder Auftrittsmöglichkeiten erhielt noch als weltgewandte Frau mit eigenen künstlerischen Fähigkeiten akzeptiert wurde.
Ab 1943 versuchte Alice Landolt 20 Jahre lang, ihren Berliner Besitz in die Schweiz zu überführen, was jedoch misslang. Eine Akte im Schweizerischen Bundesarchiv in Bern gibt Zeugnis davon.
Ihre Karriere als Pianistin konnte sie nach dem Zweiten Weltkrieg – inzwischen 63 Jahre alt – nicht mehr fortsetzen. Alice Landolt starb vereinsamt und vergessen am 12. Juni 1970 in ihrer Heimat.

## Künstlerische Leistung
Ihr erster Lehrer Karl Richter hatte das Talent von Alica Landolt erkannt und schrieb: „In seltener Weise begabt, hat der Unterricht ein günstiges Resultat gehabt, wie es durch mehrfaches Auftreten der Schülerin in öffentlichen Konzerten meiner Anstalt bewiesen wurde.“ Danach folgen viele Lehrjahre in Basel, Manchester und Berlin, in denen sie künstlerisch unter dem Einfluss verschiedener Lehrer und einer Lehrerin ihren eigenen Stil entwickelte.
Erste Anzeichen für ihren kraftvollen und temperamentvollen Stil und ihr besonderes Repertoire gaben Konzerte in Buxton und Harrogate im Jahr 1909, wo sie das Konzert in Es-Dur von Franz Liszt und das Konzert in d-Moll von Anton Rubinstein aufführte, die beide scheinbar einer Pianistin nicht zugetraut wurden. Landolt bevorzugte insbesondere Werke von Busoni, Liszt, Schumann, Chopin und Beethoven. Dazu zählten anspruchsvolle Stücke wie Polonaisen und Etüden von Chopin, Klaviersonaten von Beethoven oder Schumann.
Künstlerich eine Zäsur war ihre Interpretationen des 3. Klavierkonzert in c-Moll von Beethoven sowie das Klavierkonzert in Es-Dur von Franz Liszt im Jahr 1916 mit den Berliner Philharmonikern. Die Kritik schwärmte, dass Landolt trotz des falschen Flügels, weil sie nicht auf dem bevorzugte Bechstein-Flügel spielte, „in Ton, Technik und Modellierung vortrefflich“ gewesen sei.
Im Jahr 1921 spielte sie das A-Dur-Konzert von Liszt und das Klavierkonzert Nr. 4 von Hans Huber, was als physisch herausragende Leistung bewertet werden muss. Dass Alice Landolt insbesondere Kompositionen von Huber noch zu dessen Lebzeiten europaweit bekannt machte, wurde dennoch in keiner Biografie über ihn erwähnt.
Ihre Fähigkeiten als Pianistin wurden vom Publikum geschätzt, lösten in der Musikkritik jedoch teilweise recht eigenwillige Bewertungen aus, weil mutmasslich die Virtuosität, das kraftvolle Spiel, Physis und Interpretation einer Pianistin unterschätzt wurden.

## Wirkungsgeschichte
Zwei bedeutende Schweizer Lexika zur Musik, 1928 von Edgar Refardt im Hug-Verlag sowie von Willi Schuh im Atlantis-Verlag 1964 herausgegeben, schreiben nicht eine Zeile über die aus dem Kanton Aargau stammende Pianistin von internationalem Rang.
Hans-Peter Zuber, einem Steinbildhauer ist es zu verdanken, dass Alice Landolts Werdegang nicht in Vergessenheit geriet. Er war nach dem Tode von Alice Landolt in deren Villa und anschliessend ihren Spuren gefolgt. Seine Spurensuche führte zu den Nachkommen der Familie Landolt, die dem Stadtarchiv Aarau Dokumente und Fotos als Schenkung übergaben.